# 本顿基金会
本顿基金会（Benton Foundation）是一个非盈利组织，由前美国参议员威廉·本顿（William Benton）和他的妻子海伦·海明威·本顿（Helen Hemingway Benton）创建。目前基金会董事长兼首席执行官是他们的儿子，查尔斯·本顿（Charles Benton）。
从1974年到1996年，本顿基金会是《大英百科全书》（Encyclopædia Britannica）的所有者，随后杰葵·沙弗拉（Jacqui Safra）收购了大英百科全书公司。1968年，在《大英百科全书》发行200周年的宴会上，本顿基金会宣布成立。基金会的使命是在1981年由查尔斯·本顿重新修订（百科全书），但它却致力于利用媒体为公众谋福利，特别是在教育方面。
近年来，该基金会以它领先的数字存取和通过大众传媒倡导公共责任感而闻名。本顿基金会已在美国政府最高层推进了国家宽带政策。它也正在促使美国联邦通讯委员会（FCC）确定数字电视媒体业者的公共权利与义务。最后，一项它已赞助的研究表明，媒体所有权掌握在少数人手中是不符合美国的利益的。

## 获奖
2007年2月9日，公共技术联盟（Alliance for Public Technology）授予苏珊·G·哈登先锋奖（Susan G. Hadden Pioneer Award）給本顿基金会董事会主席兼首席执行官查尔斯·本顿，以表彰他“在电讯和消费者通道方面开创性的努力”。